# René Serres
René Serres, né le 27 mai 1928 à La Roche-des-Arnauds et décédé le 16 juillet 2009 à l'hôpital de Gap, est un homme politique français.
Deux fois élu comme suppléant de Pierre Bernard-Reymond, il le remplace à l'Assemblée lorsque celui-ci est appelé au gouvernement.

## Mandats électifs
- Député de la  1re circonscription des Hautes-Alpes (1977-78, 1978-1981)